# Xylocopa nigroplagiata
Xylocopa nigroplagiata là một loài Hymenoptera trong họ Apidae. Loài này được Ritsema mô tả khoa học năm 1876.